# کورت اکسلسون
کورت اکسلسون (سوئدی: Kurt Axelsson; ۱۰ نوامبر ۱۹۴۱ – ۱۵ دسامبر ۱۹۸۴) بازیکن فوتبال اهل سوئد بود.
از باشگاه‌هایی که در آن بازی کرده‌است می‌توان به باشگاه فوتبال کلوب بروژ اشاره کرد.
وی همچنین در تیم ملی فوتبال سوئد بازی کرده‌است.